# Palaeomicroides caeruleimaculella
Palaeomicroides caeruleimaculella är en fjärilsart som beskrevs av Syuti Issiki 1931. Palaeomicroides caeruleimaculella ingår i släktet Palaeomicroides och familjen käkmalar. Inga underarter finns listade i Catalogue of Life.